# 岐阜市立鷺山小学校
岐阜市立鷺山小学校（ぎふしりつ さぎやましょうがっこう）は、岐阜県岐阜市鷺山北町にある公立小学校。

## 沿革
1890年までは、鷺山村と下土居村の児童は元土居尋常小学校（現・岐阜市立常磐小学校）、正木村の児童は則武尋常小学校（現・岐阜市立則武小学校へ通学していた。
- 1890年（明治23年）8月 - 正木村、鷺山村、下土居村で学校組合を結成。正木村に正木外二か村組合立正木尋常小学校が開校。心洞寺[注釈 1]を仮校舎とする。
- 1891年（明治24年）4月 - 正木村字山本1512[注釈 2]に校舎を新築し移転。敷地は鷺山城のある鷺山の北端の山の上であった。
- 1897年（明治30年）4月1日 - 鷺山村、正木村、下土居村が合併し鷺山村が発足。
- 1911年（明治44年）6月 - 農業補習学校を併設する。
- 1916年（大正5年）3月11日 - 鷺山尋常高等小学校に改称する。
- 1917年（大正6年）3月 - 校舎を増築する。
- 1927年（昭和2年） - 青年訓練所を併設する。
- 1935年（昭和10年）
  - 6月15日 - 鷺山村が岐阜市に編入される。
  - 9月1日 - 現在地に校舎を新築（木造平屋建）し、移転。
- 1941年（昭和16年）4月1日 - 鷺山国民学校に改称する。
- 1947年（昭和22年）4月1日 - 岐阜市立鷺山小学校に改称する。
- 1950年（昭和25年）3月20日 - 校舎の一部を平屋建から二階建に改修する。
- 1952年（昭和27年）4月1日 - 校舎の一部を平屋建から二階建に改修する。
- 1959年（昭和34年）4月1日 - 校舎を増築する。
- 1965年（昭和40年）12月26日 - 特別教室（鉄筋コンクリート造3階建）が完成。
- 1968年（昭和43年）1月24日 - 北舎（鉄筋コンクリート造3階建）の第一期工事が完成。
- 1970年（昭和45年）4月1日 - 北舎の第二期工事が完成。
- 1971年（昭和46年）2月20日 - 北舎の第三期工事が完成。
- 1973年（昭和48年）3月17日 - 北舎の第四期工事が完成。
- 1978年（昭和53年）3月12日 - 体育館が完成。
- 1979年（昭和54年）3月31日 - 南舎が完成。
- 2004年（平成16年）
  - 1月 - 学校環境衛生活動努力校表彰を受ける。
  - 2月 - 学校版 ISO14001を取得。
  - 5月 - 岐阜県福祉協力校として3年間の指定を受ける。

## 通学区域
- 正木、下土居、南蝉1・2丁目、鷺山（一部）、鷺山新町、正木北町、正木中1-4丁目、鷺山東1・2丁目、正木西町、正木南1・2丁目、下土居1丁目・2丁目(28番を除く)・3丁目(1番1号～11号・1番15号～24号を除く)、鷺山北町[1]

## 周辺施設
- 岐阜市立青山中学校（進学先中学校）
- 鷺山城跡
- 岐阜市北部体育館

## 交通アクセス
- 岐阜バス

岐南町線（JR岐阜駅バスターミナルからはN45岐阜大学医学部附属病院行）「さぎ山小学校北」バス停より徒歩約3分。

## 卒業生
- 小野厚徳 - アナウンサー／元BloombergTVアンカーマン他
- 和田一浩 - 野球解説者、元プロ野球選手（西武ライオンズ→中日ドラゴンズ）
- 鷲見玲奈[2] - フリーアナウンサー、元テレビ東京アナウンサー